# Landtags- und Gemeinderatswahlkreis Leopoldstadt
Der Wahlkreis Leopoldstadt ist ein Wahlkreis in Wien, der den Wiener Gemeindebezirk Leopoldstadt umfasst. Bei der Landtags- und Gemeinderatswahl 2015 waren im Wahlkreis Leopoldstadt 59.433 Personen wahlberechtigt, wobei bei der Wahl die Sozialdemokratische Partei Österreichs (SPÖ) mit 42,7 % als stärkste Partei hervorging. Die SPÖ erzielte bei der Wahl zwei der fünf möglichen Grundmandate, zudem erreichten die Freiheitliche Partei Österreichs (FPÖ) und die Grünen je ein Grundmandat.

## Wahlergebnisse
| Landtags- und Gemeinderatswahlen im Wahlkreis Leopoldstadt | Landtags- und Gemeinderatswahlen im Wahlkreis Leopoldstadt | Landtags- und Gemeinderatswahlen im Wahlkreis Leopoldstadt | Landtags- und Gemeinderatswahlen im Wahlkreis Leopoldstadt | Landtags- und Gemeinderatswahlen im Wahlkreis Leopoldstadt | Landtags- und Gemeinderatswahlen im Wahlkreis Leopoldstadt | Landtags- und Gemeinderatswahlen im Wahlkreis Leopoldstadt | Landtags- und Gemeinderatswahlen im Wahlkreis Leopoldstadt | Landtags- und Gemeinderatswahlen im Wahlkreis Leopoldstadt |
| Wahltermin                                                 | GM                                                         |                                                            | SPÖ                                                        | ÖVP                                                        | FPÖ                                                        | GRÜNE                                                      | LIF/NEOS                                                   | Sonstige                                                   |
| ---------------------------------------------------------- | ---------------------------------------------------------- | ---------------------------------------------------------- | ---------------------------------------------------------- | ---------------------------------------------------------- | ---------------------------------------------------------- | ---------------------------------------------------------- | ---------------------------------------------------------- | ---------------------------------------------------------- |
| 8. Oktober 1978                                            |                                                            | Stimmenanteile (%)                                         | 58,35                                                      | 32,13                                                      | 7,21                                                       | –                                                          | –                                                          | 2,31                                                       |
| 8. Oktober 1978                                            | 7                                                          | Grundmandate                                               | 4                                                          | 2                                                          | 0                                                          | –                                                          | –                                                          | 0                                                          |
| 24. April 1983                                             |                                                            | Stimmenanteile (%)                                         | 57,07                                                      | 32,51                                                      | 5,49                                                       | 2,32                                                       | –                                                          | 2,63                                                       |
| 24. April 1983                                             | 6                                                          | Grundmandate                                               | 3                                                          | 2                                                          | 0                                                          | 0                                                          | –                                                          | 0                                                          |
| 18. November 1987                                          |                                                            | Stimmenanteile (%)                                         | 56,20                                                      | 25,65                                                      | 10,54                                                      | 4,46                                                       | –                                                          | 3,14                                                       |
| 18. November 1987                                          | 6                                                          | Grundmandate                                               | 3                                                          | 1                                                          | 0                                                          | 0                                                          | –                                                          | 0                                                          |
| 10. November 1991                                          |                                                            | Stimmenanteile (%)                                         | 47,60                                                      | 15,43                                                      | 24,92                                                      | 9,57                                                       | –                                                          | 2,48                                                       |
| 10. November 1991                                          | 6                                                          | Grundmandate                                               | 3                                                          | 1                                                          | 1                                                          | 0                                                          | –                                                          | 0                                                          |
| 13. Oktober 1996                                           |                                                            | Stimmenanteile (%)                                         | 39,46                                                      | 12,91                                                      | 29,65                                                      | 9,16                                                       | 7,05                                                       | 1,77                                                       |
| 13. Oktober 1996                                           | 6                                                          | Grundmandate                                               | 2                                                          | 0                                                          | 2                                                          | 0                                                          | 0                                                          | 0                                                          |
| 25. März 2001                                              |                                                            | Stimmenanteile (%)                                         | 47,29                                                      | 13,95                                                      | 20,28                                                      | 14,47                                                      | 3,23                                                       | 0,78                                                       |
| 25. März 2001                                              | 6                                                          | Grundmandate                                               | 3                                                          | 0                                                          | 1                                                          | 1                                                          | 0                                                          | 0                                                          |
| 23. Oktober 2005                                           |                                                            | Stimmenanteile (%)                                         | 49,89                                                      | 15,13                                                      | 14,10                                                      | 17,83                                                      | –                                                          | 3,05                                                       |
| 23. Oktober 2005                                           | 5                                                          | Grundmandate                                               | 2                                                          | 0                                                          | 0                                                          | 1                                                          | –                                                          | 0                                                          |
| 10. Oktober 2010                                           |                                                            | Stimmenanteile (%)                                         | 45,61                                                      | 11,02                                                      | 22,49                                                      | 17,00                                                      | 0,86                                                       | 3,03                                                       |
| 10. Oktober 2010                                           | 5                                                          | Grundmandate                                               | 2                                                          | 0                                                          | 1                                                          | 1                                                          | 0                                                          | 0                                                          |
| 11. Oktober 2015                                           |                                                            | Stimmenanteile (%)                                         | 42,73                                                      | 6,96                                                       | 24,14                                                      | 17,50                                                      | 5,90                                                       | 2,78                                                       |
| 11. Oktober 2015                                           | 5                                                          | Grundmandate                                               | 2                                                          | 0                                                          | 1                                                          | 1                                                          | 0                                                          | 0                                                          |
| 11. Oktober 2020                                           |                                                            | Stimmenanteile (%)                                         |                                                            |                                                            |                                                            |                                                            |                                                            |                                                            |
| 11. Oktober 2020                                           | 5                                                          | Grundmandate                                               |                                                            |                                                            |                                                            |                                                            |                                                            |                                                            |